# Kabinett Kielsen II
Das Kabinett Kielsen II war die 20. Regierung Grönlands. Sie bestand von Oktober 2016 bis Mai 2018 und ersetzte das zuvor zerbrochene Kabinett Kielsen I.

## Entstehung und Bestehen
Im Herbst 2016 zerbrach die nach der Parlamentswahl 2014 gebildete Regierung aus Siumut, Demokraatit und Atassut, ausschlaggebend waren unter anderem Differenzen beim geplanten Neubau eines Parlamentsgebäudes sowie bei der Subventionierung abgelegener Siedlungen. Kim Kielsen bildete daraufhin eine neue Koalition aus Siumut, Inuit Ataqatigiit und Partii Naleraq. Letztere wäre zahlenmäßig nicht nötig gewesen, wurde aber hinzugenommen, um eine möglichst breite parlamentarische Basis bei der Verfolgung der Unabhängigkeit Grönlands zu haben. Der strittige Punkt der Uranförderung blieb ausgeklammert; er sollte angegangen werden, wenn erste Anträge auf Abbau vorliegen. Am 27. Oktober 2016 wurde der Koalitionsvertrag der drei Parteien unterzeichnet und die Besetzung der Ministerposten bekanntgegeben.
Am 27. Januar 2017 wurde Martha Lund Olsen aus dem Kabinett entlassen, um sich der Kommunalpolitik zu widmen. Ihr Ministerium wurde vertretungsweise vom Rohstoffminister Múte B. Egede übernommen. Am 24. April 2017 trat Vittus Qujaukitsoq zurück und zusammen mit einer umfassenden Ressortumverteilung wurden Erik Jensen und Karl-Kristian Kruse ins Kabinett berufen. Vom 31. August 2017 bis zum 27. November 2017 war Suka K. Frederiksen wegen einer Krebserkrankung beurlaubt und wurde in dieser Zeit von Karl-Kristian Kruse vertreten.

## Kabinett
| Minister                              | Ministerium                                                       | Anmerkung                                                                             |
| ------------------------------------- | ----------------------------------------------------------------- | ------------------------------------------------------------------------------------- |
| Kim Kielsen (Siumut)                  | Premierminister                                                   | bis zum 24. April 2017                                                                |
| Kim Kielsen (Siumut)                  | Premierminister und Natur und Umwelt                              | ab dem 24. April 2017                                                                 |
| Aqqaluaq B. Egede (Inuit Ataqatigiit) | Finanzen und Steuern                                              |                                                                                       |
| Múte B. Egede (Inuit Ataqatigiit)     | Rohstoffe                                                         | bis zum 27. Januar 2017                                                               |
| Múte B. Egede (Inuit Ataqatigiit)     | Rohstoffe, Kommunen, Dörfer, Infrastruktur und Wohnungswesen      | vom 27. Januar 2017 bis zum 24. April 2017 (interim)                                  |
| Hans Enoksen (Partii Naleraq)         | Fischerei und Jagd                                                | bis zum 24. April 2017                                                                |
| Hans Enoksen (Partii Naleraq)         | Erwerb, Arbeitsmarkt, Handel und Energie                          | ab dem 24. April 2017                                                                 |
| Agathe Fontain (Inuit Ataqatigiit)    | Gesundheit und Nordische Zusammenarbeit                           |                                                                                       |
| Suka K. Frederiksen (Siumut)          | Unabhängigkeit, Umwelt, Natur und Landwirtschaft                  | bis zum 24. April 2017                                                                |
| Suka K. Frederiksen (Siumut)          | Unabhängigkeit, Äußeres und Landwirtschaft                        | ab dem 24. April 2017; krankgeschrieben vom 31. August 2017 bis zum 27. November 2017 |
| Doris J. Jensen (Siumut)              | Bildung, Kultur, Forschung und Kirche                             |                                                                                       |
| Erik Jensen (Siumut)                  | Kommunen, Dörfer, Außendistrikte, Infrastruktur und Wohnungswesen | ab dem 24. April 2017                                                                 |
| Karl-Kristian Kruse (Siumut)          | Fischerei und Jagd                                                | ab dem 24. April 2017                                                                 |
| Karl-Kristian Kruse (Siumut)          | Fischerei, Jagd, Unabhängigkeit, Äußeres und Landwirtschaft       | vertretungsweise vom 31. August 2017 bis zum 27. November 2017                        |
| Martha Lund Olsen (Siumut)            | Kommunen, Dörfer, Infrastruktur und Wohnungswesen                 | bis zum 27. Januar 2017                                                               |
| Sara Olsvig (Inuit Ataqatigiit)       | Familie, Gleichberechtigung, Soziales und Justiz                  |                                                                                       |
| Vittus Qujaukitsoq (Siumut)           | Erwerb, Arbeitsmarkt, Handel, Energie und Äußeres                 | bis zum 24. April 2017                                                                |